# جيورجيوس جيورجياديس
جيورجيوس جيورجياديس (باليونانية: Γιώργος Χ. Γεωργιάδης)‏ (8 مارس 1972 كافالا اليونان - ) هو لاعب كرة قدم يوناني، يلعب كلاعب وسط، شارك في بطولة أمم أوروبا 2004.

## مسيرته الكروية
لعب جيورجيوس جيورجياديس خلال مسيرته الاحترافية مع 6 أندية في عشرون موسمًا وسجل خلالها 130 هدف ضمن 464 مباراة. حيث فاز في ستة مواسم بالكأس وفي ثلاثة مواسم بالدوري.
خاض جيورجيوس جيورجياديس مسيرته مع Doxa Drama F.C. ‏ في موسم 1990–91 واستمر معه طيلة ثلاثة مواسم، مشاركًا في 55 مباراة سجل خلالها 10 أهداف. ثم انتقل إلى نادي باناثينايكوس في موسم 1992–93 ليلعب معه ستة مواسم، حيث شارك في 176 مباراة سجل خلالها 60 هدف. لينتقل بعدها إلى نادي نيوكاسل يونايتد في موسم 1998–99 لمدة موسم واحد، مشاركًا في 10 مباريات ولم يسجل أي هدف. ثم انتقل إلى نادي باوك في موسم 1999–00 في المرة الأولى ليلعب معه أربعة مواسم ثم في موسم 2006–07 ولمدة موسمين، مشاركًا طوالها في 143 مباراة سجل خلالها 45 هدفًا. هذا وانتقل لاحقًا إلى نادي أولمبياكوس في موسم 2003–04 ولمدة موسمين، مشاركًا في 44 مباراة سجل خلالها 9 أهداف. ثم انتقل بعدها إلى نادي إيراكليس في موسم 2005–06 ولمدة موسمين، مشاركًا في 36 مباراة سجل خلالها 6 أهداف.

## روابط خارجية
- جيورجيوس جيورجياديس على موقع الاتحاد الأوربي (الإنجليزية)
- جيورجيوس جيورجياديس على موقع قاعدة بيانات كرة القدم.إي يو (الإنجليزية)
- جيورجيوس جيورجياديس على موقع ناشيونال فوتبول تيمز (الإنجليزية)
- جيورجيوس جيورجياديس على موقع Soccerway.com (الإنجليزية)
- جيورجيوس جيورجياديس على موقع عالم كرة القدم.نت (الإنجليزية)